# بتروسيله
بتروسيله للبترول أو (بالإنجليزية: PetroSilah Petroleum Co) هي إحدى شركات قطاع البترول المصري والتي تأسست عام 2010

## نشاط الشركة
- تقوم الشركة بالإستكشاف والتنقيب عن البترول والغاز الطبيعي بمنطقة امتياز الفيوم وتمتلك ثلاث منصات تعمل أساسا بمنطقتي أبو رواش والقرى البحرية بمحافظة الفيوم
- تتمثل أهم اكتشافات الشركة في حقول سيلا وترسا وكحك

## رؤساء الشركة
- خالد منصور.
- رشاد عبد الهادي.
- طاهر عبد الرحيم (أغسطس 2014 - ).[1]
- محمد عبد العظيم (أبريل 2012 - أغسطس 2014).[2]
- محمد هشام هاشم (يونيو 2010 - أبريل 2012).